# Уайт, Нера
Нера Д. Уайт (англ. Nera D. White; 15 ноября 1935 года, Лафайет, Мейкон, штат Теннесси, США — 13 апреля 2016 года, Галлатин, штат Теннесси, США) — американская баскетболистка, чемпионка мира (1953).

## Спортивная карьера
Родилась в семье фермера. Проходила обучение в педагогическом колледже Джорджа Пибоди,. Она выполнила все требования бакалавриата на получение степени в области образования, за исключением требований к обучению студентов, которые она не смогла завершить из-за застенчивости. Начала играть в команде любительского атлетического союза (AAU) в Нэшвилле, спонсируемой бизнес-колледжем Нэшвилла.
В течение 15 лет подряд (1955—1969) входил во всеамериканскую сборную AAU и в составе команде Nashville Business College становилась десятикратной чемпионкой AAU и девять раз признавалась «Самым ценным игроком» лиги. Среди других ее достижений в выступлениях за клуб из Нэшивлла — 91 победа в серии из 92 матчей. В 1966 г. главный тренер «Wayland Baptist Flying Queens» (доминирующего клуба 1950-х гг.), Харли Редин, назвал её «самой великой баскетболисткой в истории».
Также была опытной софтболисткой. Она входила в состав символической сборной по итогам первенств по этому виду спорта в 1959 и 1965 гг. в составе клуба ASA Fast Pitch.
В 1957 г. она привела сборную США к победе на чемпионате мира в Бразилии (1957). На этом турнире стала лучшим бомбардиром сборной США, набирая в среднем 14,1 балла за игру и была названа самым ценным игроком чемпионата. На этом чемпионате сборная США впервые противостояла сборной СССР. К финалу американки подошли с одним поражением (от сборной Чехословакии), а советские баскетболистки оставались непобеждёнными. После первого тайма американки проигрывали, но в итоге победили со счётом 51:48.
Была включена в Зал славы баскетбола (1992) и в Зал славы женского баскетбола (1999). Была одним из двух игроков, введённых в Зал славы по результатам достижений Ассоциации любительского баскетбола.
На рубеже веков Sports Illustrated for Women назвал её в числе величайших спортсменок XX века, поставив на 51-е место.
В её честь была названа школа средняя школа в своем ее родном городе Лафайет в штате Теннесси, а также переименована местная автомагистраль (государственный маршрут 10 север).

## Смерть
Уайт умерла 13 апреля 2016 года в больнице Галлатина, штат Теннесси, от осложнений пневмонии в возрасте 80 лет.